# 21st Century Fiction
21st Century Fiction es el cuarto álbum de estudio de la banda de rock alternativo británica The Amazons. Fue publicado el 9 de mayo de 2025 a través del sello discográfico Nettwerk. Es su primer álbum como trío, luego de que Josef «Joe» Emmett dejara la banda a finales de 2022, estos cambios inspiraron al vocalista Matt Thomson a confrontar de manera temática algunas de sus frustraciones con la vida, la adultez y las nociones falsas.
Con la producción mayoritaria a cargo de Pete Hutchings, más adicionales por el guitarrista líder Chris Alderton, Catherine Marks y Mike Kerr de Royal Blood, el álbum contiene como puntos de referencias al autor Charles Bukowski y el libro Pregúntale al polvo de John Fante.

## Concepto
Cerca de cumplir treinta años, Matt Thomson expresaba sentirse más perdido sobre su lugar en el mundo y sin poder aceptar que algunos aspectos de su vida no estuviesen resuelto. Sobre la partida de Joe Emmett, comenta que como banda «nos dimos cuenta que esto no es para siempre». Buscando un cambio de proceso, comentan que cuando hicieron How Will I Know If Heaven Will Find Me? había una constante retroalimentación y búsqueda de apoyo externo con amigos cercanos y familia, así que para el nuevo material decidieron despojarse de tales factores emocionales. Esa nueva perspectiva fue crucial en la creación de canciones para el álbum, como «Pitch Black», «Joe Bought a Gun» y «Go All the Way», aunque remarcando que este no sería un álbum conceptual.
«Living a Lie» es descrito por Thomson como el “punto de cambio”, luego de haber intentado sin éxito hacer nuevo material para un álbum. El bajista Elliot Briggs estuvo probando un loop de batería para otra canción, pero al transponerlo a un sintetizador, se formó un riff pulsante. Sobre las letras, Thomson expresaba a NME: «La canción que surgió de ese riff se relaciona de forma íntima y sucinta con lo que yo sentía en ese momento». La segunda canción, «Night After Night», presenta en sus letras aspectos sobre hábitos viciosos que no podemos soltar, para ello Thomson fue inspirado en Jumbo's Clown Room, lugar frecuentemente visitado por Bukowski y David Lynch. La canción fue originalmente presentada durante sus conciertos a finales de 2023.
«Pitch Black» contiene como inspiraciones musicales el ritmo de «Come Together» de The Beatles, y la línea de bajo sintetizado de «Sicko Mode» de Travis Scott. «My Blood» fue producido por Mike Kerr de Royal Blood, mientras que Ben Thatcher estuvo encargado de la percusión. Originalmente, Thomson había hablado con Kerr planeando que él fuese el productor de todo el álbum, pero al final acordando en solo producir una canción. A través de Kerr fue que pudieron contactar a Pete Hutchings, el ingeniero encargado de los últimos álbumes del dúo.
Thomson destaca el impacto de Hutchings en su nueva forma de interpretar canciones, como también la inclusión de Ella McRobb, una cantante de formación clásica, cuyas voces adicionales incentivaron al vocalista a mejorar sus habilidades. «Love is a Dog from Hell» contiene unos riff rápidos y más cercanos al sonido sureño estadounidense. Thomson reconoce que la inspiración proviene del inicio de «Mule Skinner Blues» interpretado por Dolly Parton, luego de escucharlo en la librería Skylight de Los Ángeles.

## Recepción

### Crítica
En una reseña publicado por Sound of Violence, expresaban de manera positiva los sonidos de rock clásico, nombrando a los inicios de The Black Keys, Black Rebel Motorcycle Club y Wolfmother como semejanzas. El sitio web francés concluye la reseña con «la banda revela un aura mucho más imponente con 21st Century Fiction, un álbum que nos grita toda su rabia de una manera increíblemente sofisticada». Un comentario similar expresa The Courier, nombrándolo “una odisea moderna” con la conclusión presente en «Go All the Way», donde Thomson se convierte en un héroe musical que vuelve a casa.
Por su parte, Record Weekly destaca la inclusión de interludios como «(Panic)», describiéndolo como similar al estilo de Queen, mientras que la agresividad de «Joe Bought a Gun» es mencionado como la canción esencial del álbum, expresando: «muestra dinamismo en medio de una anarquía increíblemente pesada». En una reseña más reservada, Harry Shaw para Dork resume al material como «puede que no sea el álbum que algunos fans esperaban, pero sin dudar es el álbum que The Amazons necesitaban hacer».

## Promoción
Meses antes de la publicación del álbum, realizaron una gira intima de seis fechas a finales de 2024, nombrado 21st Century Fiction: Prologue. Con la publicación del sencillo «Night After Night» en abril, anunciaron fechas de conciertos promocionales para octubre y noviembre del mismo año. Junto con el estreno del álbum, realizaron presentaciones especiales en las tiendas de Rough Trade, combinando un repertorio de canciones nuevas y previas, además de presentar una canción inédita solo incluida en una edición deluxe digital, «Higher».

## Lista de canciones
| N.º   | Título                    | Duración |  |
| 1.    | «Living a Lie»            | 4:33     |  |
| 2.    | «Night After Night»       | 4:15     |  |
| 3.    | «(Panic)»                 | 0:25     |  |
| 4.    | «Pitch Black»             | 4:25     |  |
| 5.    | «My Blood»                | 4:05     |  |
| 6.    | «(Shake Me Down)»         | 0:31     |  |
| 7.    | «Wake Me Up»              | 5:21     |  |
| 8.    | «(Intermission)»          | 1:05     |  |
| 9.    | «Joe Bought a Gun»        | 3:27     |  |
| 10.   | «Love is a Dog from Hell» | 3:09     |  |
| 11.   | «The Heat! pt.2»          | 3:33     |  |
| 12.   | «Heaven Now»              | 3:08     |  |
| 13.   | «Go All the Way»          | 6:12     |  |
| 44:11 |                           |          |  |

| Edición deluxe digital limitada |                                            |          |  |
| N.º                             | Título                                     | Duración |  |
| 14.                             | «Higher (Demo) [ZE_Mix2]»                  | 3:49     |  |
| 15.                             | «Living a Lie [Coyote_Rewrite]»            | 4:31     |  |
| 16.                             | «Night After Night [LosFelizMix]»          | 3:42     |  |
| 17.                             | «Pelirojjo (The Heat pt.2 Demo) [ZE_Mix1]» | 4:01     |  |
| 18.                             | «Pitch Black [ZE_Mix3]»                    | 4:44     |  |
| 01:05:58                        |                                            |          |  |

## Créditos y personal
Adaptado desde las líneas internas del álbum.
The Amazons
- Matthew Thomson – Composición, voz principal, guitarra rítmica.
- Christopher Alderton – Composición, guitarra líder, producción adicional.
- Elliot Briggs – Composición, bajo eléctrico.

Apoyo y producción
- Pete Hutchings – Producción, ingeniería, mezcla en Chapel Lane Studios.
- Catherine Marks – Producción (2, 10).
- Mike Kerr – Composición (5, 12), producción (5).
- Richie Kennedy – Ingeniería (2, 10).
- Bob Mackenzie – Asistencia (2, 10).
- Matt Colton – Masterización en Metropolis, Londres.
- Nick Atkinson – Composición (1, 2, 4, 5).
- David Dahlquist – Composición (2).
- Joshua Speers – Composición (6, 7).
- George Le Page – Batería.
- Ben Thatcher – Batería (5).
- Ella McRobb – Composición (1), voces.
- Quentin Lachapèle – Composición (8), arreglo de cuerdas.
- Fiona-Lee – Voces adicionales.
- Jessica Greaves – Fotografía, voces adicionales.
- Rosie Goddard – Voces adicionales.
- Hot Cake – Arte.
- Lauren Luxenberg – Fotografía de carátula.

## Posicionamiento en listas
| Listas (2025)                        | Mejor posición |
| ------------------------------------ | -------------- |
| Escocia (Scottish Albums)            | 6              |
| Reino Unido (UK Albums)              | 26             |
| Reino Unido (UK Independent Albums)  | 2              |
| Reino Unido (UK Rock & Metal Albums) | 2              |